# Chlorops ater
Chlorops ater är en tvåvingeart som först beskrevs av Pierre Justin Marie Macquart 1851.
Chlorops ater ingår i släktet Chlorops, och familjen fritflugor. Inga underarter finns listade i Catalogue of Life.